# 結婚白皮書
《結婚白皮書》（：／），為韓國Kakao TV與Netflix於2022年5月23日起播出的原創劇集。由李陣郁、李沇熹主演，並由《優秀巫師賈斗心》宋濟泳導演、《不想去公司》徐周完導演與《令人垂涎之島》崔伊郎編劇合作打造。本劇講述像童話中的快樂結局一樣，30多歲情侶在準備結婚的過程中所發生的左衝右突現實羅曼史。從見面禮到準備結婚用品、尋找新婚房，現今生活在韓國的預備夫婦們至少會考慮過的各種插曲，以任何人都能產生共鳴的密切現實主題深入觀衆。
此劇每逢星期一、二、三晚間7點通過Kakao TV首播，同日晚間9點（KST）於Netflix全球同步上線。

## 演員陣容

### 主要人物
| 演員   | 角色   | 介紹 |
| 李陣郁 | 徐準亨 | 36歲。對每件事都很積極，在愛情面前也十分坦誠，只要是女朋友的話都會傾聽的熱血情聖。因為富足和睦的家庭環境、大學和工作都沒有太大的困難，所以生活得很平順。個性樂觀純真，是周遭有著許多朋友的人物。        |
| 李沇熹 | 金娜恩 | 32歲。情感豐沛、笑容滿面，但工作的時候性格乾脆利落。大學畢業後到大企業就業，職場平步青雲，是所謂的「媽朋女」。 雖然偶爾會陷入一個人的想法中，讓周圍人驚慌失措，但她以現實、幹練的個性受到所有人的喜愛。 |

### 準亨家
| 演員   | 角色   | 介紹                                                                 |
| 吉用祐 | 徐宗洙 | 準亨的父親。作為首屈一指的大企業高階主管，他寡言少語卻很有份量。     |
| 尹宥善 | 朴美淑 | 準亨的母親。表面上披著強而有力的夫人盔甲，實際上內心柔弱的外剛內柔。 |

### 娜恩家
| 演員   | 角色   | 介紹                                                                                               |
| 林河龍 | 金秀燦 | 娜恩的父親。與達伶一起從事房地產仲介業，像其他人一樣，只要是我孩子的事，絕對赴湯蹈火。             |
| 金美京 | 李達伶 | 娜恩的母親。退休後和秀燦一起做房地產仲介業，既是詼諧與諷刺的達人，同時也是虛實面貌的真相爆擊達人。 |

### 其他人物
| 演員   | 角色   | 介紹 |
| 宋鎮宇 | 蔣慜優 | 和準亨在同一所大學、同一間公司工作的準亨的至親好友。性格單純愉快，偶爾也會給準亨一些奇怪的建議。在幫助準亨的活動中遇到娜恩的前輩熹鮮並對她一見鍾情，於是展開了熱烈的追求。 |
| 黃勝妍 | 崔熹鮮 | 娜恩的職場前輩，也是先體驗過結婚的人生前輩。因為經歷過一次婚姻，她是一位解脫的現實主義者。                                                                                 |
| 金珠妍 | 李粹蓮 | 娜恩的職場後輩。她的個性冷嘲熱諷、世俗，在坦率和唐突的邊緣徘徊。 |

### 特別演出
| 演員   | 角色   | 介紹                             |
| 金基南 | 船長   | 在遊艇上幫忙佈置求婚現場的船長。 |
| 太恆浩 | 太恆浩 | 準亨的公司前輩。                 |
| 劉一漢 | 劉一漢 | 準亨的公司前輩。                 |
| 柳承穆 | 局長   | 準亨的公司上司。                 |
| 張格秀 | 金老闆 | 房屋仲介。                       |
| 李正信 | 李正信 | 準亨和慜優的朋友。前來參加婚禮。 |

## 原聲帶
- Part.1（發行日期：2022年5月25日）

| 曲序 | 曲目                      | 演唱              | 时长 |
| ---- | ------------------------- | ----------------- | ---- |
| 1.   | 春日的頌歌（봄날의 캐럴） | 韓承倫（Lunafly） | 3:31 |
| 2.   | 春日的頌歌（Inst.）       |                   | 3:31 |

- Part.2（發行日期：2022年6月1日）

| 曲序 | 曲目               | 演唱  | 时长 |
| ---- | ------------------ | ----- | ---- |
| 1.   | 致新娘（신부에게） | Ailee | 4:19 |
| 2.   | 致新娘（Inst.）    |       | 4:19 |

## 外部連結
- 官方网站
- 在Netflix上觀看《結婚白皮書》

| Channel A 火曜劇 | Channel A 火曜劇                              | Channel A 火曜劇 |
| ---------------- | --------------------------------------------- | ---------------- |
|                  | 結婚白皮書 （2022年11月22日－2022年12月27日） |                  |
| —                | 媳婦過渡期 （2023年1月3日－2023年1月24日）    |                  |